# Dolo (Côtes-d’Armor)
Dolo (bretonisch: Doloù; Gallo: Doloe) ist eine Ortschaft und eine Commune déléguée in der französischen Gemeinde Jugon-les-Lacs - Commune nouvelle mit 706 Einwohnern (Stand: 1. Januar 2022) im Département Côtes-d’Armor in der Region Bretagne.  Die Einwohner werden Dulcinéens und Dulcinéennes genannt.
Der Erlass vom 27. November 2015 legte mit Wirkung zum 1. Januar 2016 die Eingliederung von Dolo als Commune déléguée zusammen mit der früheren Gemeinde Jugon-les-Lacs zur neuen Commune nouvelle Jugon-les-Lacs - Commune nouvelle fest. Dolo gehörte zum Arrondissement Dinan und zum Kanton Plénée-Jugon.

## Geographie
Dolo liegt etwa 30 Kilometer westsüdwestlich von Saint-Brieuc.

## Bevölkerungsentwicklung
| Jahr                       | 1962 | 1968 | 1975 | 1982 | 1990 | 1999 | 2006 | 2013 | 2020 |
| Einwohner                  | 595  | 513  | 518  | 480  | 467  | 426  | 513  | 672  | 708  |
| Quellen: Cassini und INSEE |      |      |      |      |      |      |      |      |      |

## Sehenswürdigkeiten
- Herrenhaus Le Lou aus dem 12. Jahrhundert

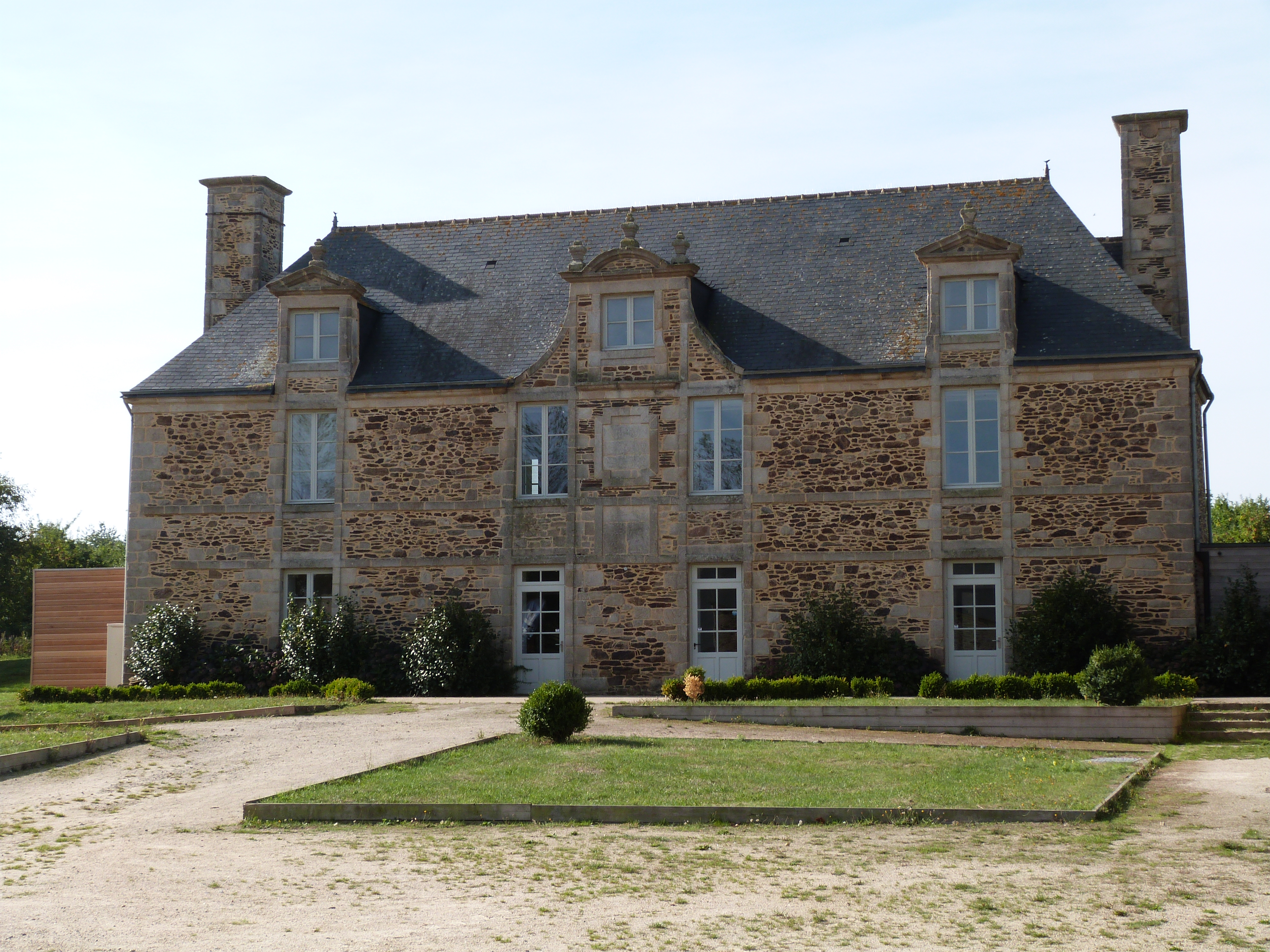
Herrenhaus
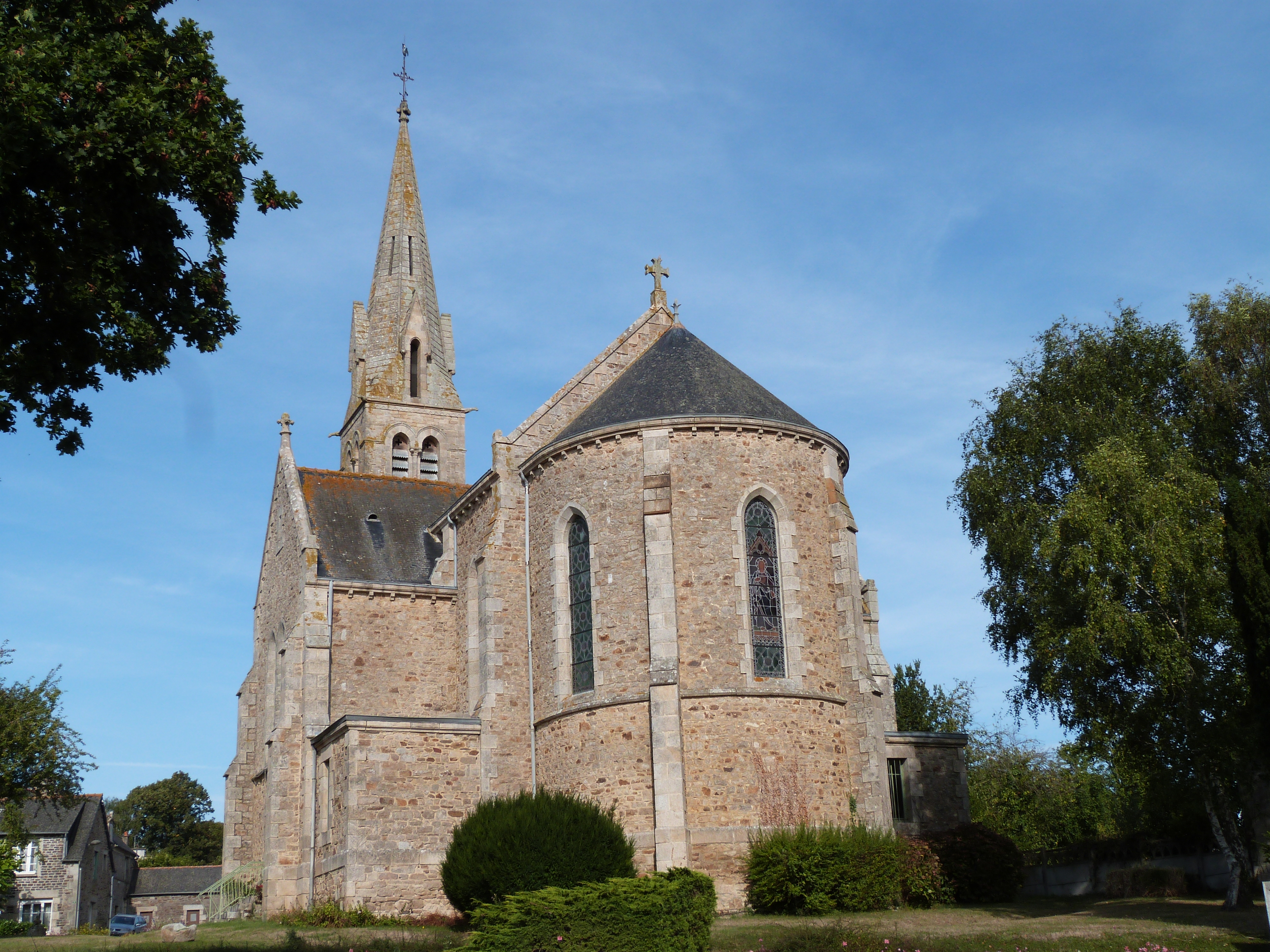
Kirche Saint-Lézin